# Пасько, Евдокия Борисовна
Евдоки́я Бори́совна Пасько́ (30 декабря 1919, Липенка, Туркестанская АССР — 27 января 2017, Москва) — советская военная лётчица, штурман эскадрильи 46-го гвардейского ночного бомбардировочного авиационного полка, Герой Советского Союза, учёная в области механики, преподавательница высшей школы.

## Биография
Родилась в селе Липенка (ныне — Джеты-Огузского района Иссык-Кульской области Кыргызстана) в крестьянской семье.
В 1938 году окончила 10-й класс 25-й школы города Барнаула и поступила на механико-математический факультет МГУ. С четвёртого курса университета ушла добровольцем в армию — была зачислена в числе семнадцати студенток университета в авиагруппу № 122 (авиагруппу М. М. Расковой). Окончив ускоренные штурманские курсы в авиационной школе города Энгельс, с мая 1942 года до конца войны была штурманом эскадрильи 46-го гвардейского ночного бомбардировочного авиационного полка. Член КПСС с 1943 года.
По данным лётной книжки, совершила 790 боевых вылетов и 10 вылетов на спецзадания. Общий налёт составил 1220 часов. На позиции врага было сброшено более 100 тонн бомб. Подтверждено уничтожение четырёх складов с горючим, трёх с боеприпасами, трёх прожекторов, двух переправ, 11 автомашин и одного самолёта на земле; 157 сильных взрывов, 109 очагов пожара. Кроме того, в тылу противника было сброшено до 2 миллионов листовок.
Шесть братьев Евдокии Пасько сражались с гитлеровскими захватчиками с оружием в руках, пятеро из них погибли в боях.
В конце 1945 года гвардии старший лейтенант Е. Б. Пасько уволена в запас. Позднее ей было присвоено воинское звание «капитан».
Вернулась в Москву и успешно окончила последние курсы мехмата МГУ (1949), аспирантуру. На протяжении 33 лет работала старшим преподавателем Московского высшего технического училища.
Похоронена с воинскими почестями на Троекуровском кладбище Москвы.

## Семья
Муж — Борис Михайлович Малышев (1923—1985), профессор механико-математического факультета МГУ.

## Награды и звания
- 26 октября 1944 года «за мужество и воинскую доблесть, проявленные в боях с врагами», Евдокии Борисовне Пасько присвоено звание Героя Советского Союза с вручением ордена Ленина и медали «Золотая Звезда» (медаль № 4499).
- Награждена орденом Красного Знамени, двумя орденами Отечественной войны 1-й степени, двумя орденами Красной Звезды, орденом Дружбы народов, а также медалями.

Воинские звания:
сержант (30.04.1942)
старший сержант (осень 1942)
младший лейтенант (08.03.1943)
лейтенант (30.08.1943)
старший лейтенант (28.07.1944)
капитан запаса (27.04.2000)

## Знаки признательности
В Кыргызстане в административном центре Иссык-Кульской области городе Каракол в Парке Победы установлен памятник (бюст) Евдокии Борисовне Пасько.